# Pernille Harder (Badminton)
Pernille Harder (* 3. September 1977) ist eine Badmintonspielerin aus Malling, Dänemark.

## Karriere
Pernille Harder begann ihre Karriere beim Højbjerg Badminton Klub. Später wechselte sie zum Kastrup-Magleby BK in die erste dänischen Liga. Über mehrere Jahre war sie eine der besten europäischen Doppel- und Mixedspielerinnen und kann als größte Erfolge im Damendoppel mit Mette Schjoldager den Vizeeuropameistertitel 2002 und die EM-Bronzemedaille 2004 aufweisen. Mit der dänischen Nationalmannschaft wurde sie 2002 und 2004 Mannschaftseuropameisterin, gewann beim Uber Cup 2000 Silber und 2004 Bronze und erreichte 2005 beim Sudirman Cup den dritten Platz. Bei den Olympischen Spielen 2004 in Athen scheiterte sie mit Mette Schjoldager im Achtelfinale an den späteren Bronzemedaillengewinnerinnen Ra Kyung-min und Lee Kyung-won aus Südkorea. 2000 gewann sie mit Jane F. Bramsen das Damendoppel der Swedish Open, 2004 zusammen mit Helle Nielsen die Irish Open.

## Sportliche Erfolge
| Saison    | Veranstaltung                                    | Disziplin   | Platz | Name                                                    |
| --------- | ------------------------------------------------ | ----------- | ----- | ------------------------------------------------------- |
| 1989/1990 | Dänemark: Einzelmeisterschaften der Junioren U13 | Dameneinzel | 1     | Pernille Harder, Højbjerg                               |
| 1989/1990 | Dänemark: Einzelmeisterschaften der Junioren U13 | Mixed       | 1     | Christian Olander / Pernille Harder, Højbjerg           |
| 1993/1994 | Dänemark: Einzelmeisterschaften der Junioren U17 | Mixed       | 1     | Jonas Rasmussen, Århus / Pernille Harder, Højbjerg      |
| 1994/1995 | Dänemark: Einzelmeisterschaften der Junioren U19 | Dameneinzel | 1     | Pernille Harder, Højbjerg                               |
| 1995      | German Juniors                                   | Damendoppel | 1     | Pernille Harder / Christina Sørensen                    |
| 1995      | Czech International                              | Mixed       | 1     | Janek Roos / Pernille Harder                            |
| 1995      | Junioren-Europameisterschaft                     | Mixed       | 2     | Jonas Rasmussen / Pernille Harder                       |
| 1995      | Junioren-Europameisterschaft                     | Dameneinzel | 3     | Pernille Harder                                         |
| 1995      | Irish Open                                       | Damendoppel | 1     | Majken Vange / Pernille Harder                          |
| 1995/1996 | Dänemark: Einzelmeisterschaften der Junioren U19 | Damendoppel | 1     | Pernille Harder, Højbjerg / Christina Sørensen, Horsens |
| 1995/1996 | Dänemark: Einzelmeisterschaften der Junioren U19 | Dameneinzel | 1     | Pernille Harder, Højbjerg                               |
| 1996      | Irish Open                                       | Dameneinzel | 1     | Pernille Harder                                         |
| 1996      | Norwegian International                          | Damendoppel | 1     | Pernille Harder / Mette Schjoldager                     |
| 1996      | Austrian International                           | Damendoppel | 1     | Majken Vange / Pernille Harder                          |
| 1997      | Dutch Open                                       | Damendoppel | 1     | Pernille Harder / Kelly Morgan                          |
| 1997      | Peru International                               | Mixed       | 1     | Niels Christian Kaldau / Pernille Harder                |
| 1997      | Peru International                               | Dameneinzel | 1     | Pernille Harder                                         |
| 1997      | Irish Open                                       | Damendoppel | 1     | Pernille Harder / Mette Schjoldager                     |
| 1997      | Peru International                               | Damendoppel | 1     | Pernille Harder / Johanna Holgersson                    |
| 1998      | Indonesia Open                                   | Damendoppel | 5     | Helene Kirkegaard / Pernille Harder                     |
| 1999      | Swiss Open                                       | Damendoppel | 3     | Helene Kirkegaard / Pernille Harder                     |
| 2000      | Swedish Open                                     | Damendoppel | 1     | Pernille Harder / Jane F. Bramsen                       |
| 2001      | Weltmeisterschaft                                | Mixed       | 33    | Lars Paaske / Pernille Harder                           |
| 2001      | Indonesia Open                                   | Damendoppel | 5     | Majken Vange / Pernille Harder                          |
| 2001      | Weltmeisterschaft                                | Damendoppel | 33    | Pernille Harder / Majken Vange                          |
| 2002      | Europameisterschaft                              | Damendoppel | 2     | Pernille Harder / Mette Schjoldager                     |
| 2002      | Swiss Open                                       | Damendoppel | 3     | Pernille Harder / Mette Schjoldager                     |
| 2003      | Spanish International                            | Damendoppel | 1     | Pernille Harder / Mette Schjoldager                     |
| 2003      | Weltmeisterschaft                                | Damendoppel | 9     | Pernille Harder / Mette Schjoldager                     |
| 2003      | Weltmeisterschaft                                | Mixed       | 5     | Lars Paaske / Pernille Harder                           |
| 2003      | Swiss Open                                       | Mixed       | 3     | Lars Paaske / Pernille Harder                           |
| 2004      | Irish Open                                       | Damendoppel | 1     | Pernille Harder / Helle Nielsen                         |
| 2004      | Europameisterschaft                              | Damendoppel | 3     | Mette Schjoldager / Pernille Harder                     |
| 2005      | Weltmeisterschaft                                | Damendoppel | 9     | Helle Nielsen / Pernille Harder                         |
| 2005      | Sudirman Cup                                     |             | 3     | Dänemark                                                |